# 卸売市場法
卸売市場法（おろしうりしじょうほう、昭和46年4月3日法律第35号）は、卸売市場の開設に関する日本の法律。
1971年（昭和46年）4月3日に公布された。農林水産省所管。
卸売市場の整備を計画的に促進するための措置、卸売市場の開設及び卸売市場における卸売その他の取引に関する規制等について定めて、卸売市場の整備を促進し、及びその適正かつ健全な運営を確保することにより、生鮮食料品等の取引の適正化とその生産及び流通の円滑化を図り、もって国民生活の安定に資することを目的とする。
生鮮食料品等とは、野菜、果実、魚類、肉類等の生鮮食料品その他一般消費者が日常生活の用に供する食料品及び花きその他一般消費者の日常生活と密接な関係を有する農畜水産物で政令で定めるものと定義される。
卸売市場とは、生鮮食料品等の卸売のために開設される市場であって、卸売場、自動車駐車場その他の生鮮食料品等の取引及び荷さばきに必要な施設を設けて継続して開場されるものと定義される。

## 構成[4]
卸売市場法は19の条文で構成されている。その概要は以下の通りである。
- 第一章 総則（第一条・第二条）
- 第二章 卸売市場に関する基本方針（第三条）
- 第三章 [中央卸売市場（第四条 - 第十二条）
- 第四章 地方卸売市場（第十三条 - 第十五条）
- 第五章 雑則（第十六条・第十七条）
- 第六章 罰則（第十八条・第十九条）
- 附則

## 主な内容
中央卸売市場とは、生鮮食料品等の流通及び消費上特に重要な都市及びその周辺の地域における生鮮食料品等の円滑な流通を確保するための生鮮食料品等の卸売の中核的拠点となるとともに、当該地域外の広域にわたる生鮮食料品等の流通の改善にも資するものとして、地方公共団体（地方公共団体の組合を含む）が農林水産大臣の認定を受けて開設される卸売市場をいう。地方卸売市場とは、都道府県の条例により、都道府県知事の認定を受けて開設され、その取扱品目のいずれかの卸売場の面積が次に定める規模以上のものをいう。
- 青果物（野菜及び果実） 卸売場の面積330 m2
- 水産物 卸売場の面積200 m2
  - 主として漁業者又は水産業協同組合から出荷される水産物の卸売のためその水産物の陸揚地において開設される卸売市場で、その水産物を主として他の卸売市場に出荷する者、水産加工業を営む者に卸売する者又は水産加工業を営む者に対し卸売するためのものにあつては、330 m2
- 肉類 卸売場の面積150 m2
- 花き 卸売場の面積200 m2

農林水産大臣は、「卸売市場整備基本方針」および「中央卸売市場整備計画」を定めなければならず、都道府県は当該都道府県における「都道府県卸売市場整備計画」を定めることができる。
農林水産大臣による中央卸売市場の開設の認可の基準は、
- 中央卸売市場整備計画に適合するものであること。
- その開設区域における生鮮食料品等の卸売の中核的拠点として適切な場所に開設され、かつ、相当の規模の施設を有するものであること。
- 開設者の業務規程の内容（卸売物品の品質管理の方法等）が法令に違反せず、かつ、中央卸売市場における業務の適正かつ健全な運営を確保する見地からみて適切に定められていること。
- 開設者の事業計画（施設の種類、規模、配置、構造等）が適切で、かつ、その遂行が確実と認められること。

## 卸売市場法の改正
近年の卸売市場に対するニーズや社会的要請等の状況変化を踏まえ、生鮮農水産物を扱う中央卸売市場の規制を見直すことを目的として、卸売市場法などの改正法が2018年6月15日、参院本会議で可決、成立した。
これまで、中央卸売市場を開設できるのは都道府県や人口20万人以上の市に限り、認可制としてきたが、改正法は国が認定すれば民間企業による運営を可能とした。また、市場に参加する業者の取引上の制約も緩め、農水産物流通の競争や効率化を促す制度を整え、農家らの販売拡大や所得向上を目指すこととなった。
また、第三者販売の禁止（産地から出荷物を引き受けた卸売業者は仲卸業者を介して市場外の業者と取引する原則）や、直荷引きの原則禁止（仲卸が産地とじかに取引できない制約）を緩和するとともに、市場ごとにルールを決められるようにし、公正な市場運営を前提に撤廃も可能とした。受託拒否の禁止（卸売業者が理由なく出荷物の引き受けを拒めない制約）といった一部の規制は今後も維持される。